# Cassida pseudosyrtica
Cassida pseudosyrtica es un insecto coleóptero de la familia Chrysomelidae.
Fue descrita científicamente en 1988 por Medvedev & Eroshkina.